# Eudokia (żona Justyniana II)
Eudokia – cesarzowa bizantyńska, żona Justyniana II

## Życiorys
Była pierwszą żoną Justyniana II. Jest znana z dzieł Teofanesa Wyznawcy i patriarchy Nicefora. Ich córkę Anastazję poślubił chagan bułgarski Terwel. Została pochowana w Kościele Świętych Apostołów w Konstantynopolu. 